# Карлштадт-ам-Майн
Карлштадт-ам-Майн (нім. Karlstadt am Main) — місто в Німеччині, знаходиться в землі Баварія. Підпорядковується адміністративному округу Нижня Франконія. Входить до складу району Майн-Шпессарт.
Площа — 98,11 км2. Населення становить 14 930 ос. (станом на 31 грудня 2020).